# 오스카어헬레네하임역
오스카어헬레네하임역(U-Bahnhof Oskar-Helene-Heim)은 베를린 슈테글리츠첼렌도르프구 달렘에 있는 U3의 역이다. 1929년 12월 22일 틸플라츠-크루메 랑케 연장 구간 개통과 함께 영업을 시작했다. 클레이알레(Clayallee)와 아르겐티니셰 알레(Argentinische Allee)의 교차점 인근에 역이 있다. 과거 서베를린 주둔 미군 사령부가 이 역 근처에 있었으며, 미군 철수 이후에는 주 독일 미국 대사관의 영사부가 위치해 있다.
이름의 근원이 된 오스카어헬레네하임(Oskar-Helene-Heim für Heilung und Erziehung gebrechlicher Kinder)은 이 역 근처에 1914년에 설립된 어린이 정형외과 병원이다. 오스카어 핀치(Oskar Pintsch)와 헬레네 핀치(Helene Pintsch)가 설립을 추진했다. 설립 당시에는 장애 아동을 위한 병원이었으며, 제1차 세계 대전으로 인한 부상자들을 치료하기도 했다. 제2차 세계 대전 이후에는 베를린 자유대학교 부속병원이 되었다가 2000년에 폐쇄되었다.
틸플라츠-크루메 랑케 구간 연장은 인근 택지 개발을 주도한 아돌프 좀머펠트(Adolf Sommerfeld)가 추진했고 자금을 출자했다. 프리드리히 헤닝스(Friedrich Hennings)가 교량과 역사를 설계했다. 역 건물은 붉은 벽돌로 마감되었다.
2016년 이후 엘리베이터 설치가 예정되어 있었다. BVG는 2015년 중반에 엘리베이터를 완공할 예정이었다. 2016년 말에는 2017년까지 엘리베이터 완공이 계획되었고, 계획된 설치 예산은 130만 유로이다. 실제 엘리베이터 착공은 2017년 여름이었고, 2018년 11월 엘리베이터 및 도로변 진입 교량이 완공되었다. 총 비용은 약 290만 유로이다.

## 인접 철도역
베를린 버스 X10, 110, 115, 285, N10번 및 하펠부스 623번과 환승할 수 있다.
| 베를린 지하철 3호선             | 베를린 지하철 3호선 | 베를린 지하철 3호선                 |
| ------------------------------- | ------------------- | ----------------------------------- |
| 옹켈 톰스 휘테 크루메 랑케 방면 | U3                  | 자유대학교 바르샤우어 슈트라세 방면 |